# Buck Dharma
Donald "Buck Dharma" Roeser (Long Island (New York), 12 november 1947) is een Amerikaans gitarist die het bekendst is door zijn werk met de Heavy Metalband Blue Öyster Cult sinds de oprichting in 1967. Zijn merkwaardige artiestennaam Buck Dharma werd door manager Sandy Pearlman bedacht in de late jaren 1960.

## Biografie
Donald Roeser werd geboren op Long Island en raakte snel geïnteresseerd in muziek, vooral door toedoen van zijn vader die een jazzsaxofonist was. Verder raakte hij sterk beïnvloed door de Britse invasie van 1964. Hij besloot om eerst drums te spelen, maar schakelde over op gitaar toen hij dat instrument begon te spelen tijdens een revalidatie na een polsbreuk tijdens een potje basketbal.
Toen Roeser begon te studeren aan Clarkson University te Potsdam, New York, werd hij lid van een band waar hij de latere drummer van Blue Öyster Cult (BÖC) ontmoette, Albert Bouchard. Roeser stopte zijn studies chemische technologie en besloot samen met Bouchard om zich volop op muziek te storten.
In 1967 richtte Roeser met Bouchard de band Soft White Underbelly op, die de basis zou vormen van BÖC. Allen Lanier speelde er keyboard, Les Braunstein werd zanger, en ook muziekcriticus Sandy Pearlman was een bandlid. In 1968 kregen ze een platencontract bij Elektra Records nadat platenbaas Jac Holzman de band live zag. Braunstein werd vervangen door Eric Bloom, en Soft White Underbelly werd omgedoopt tot Stalk-Forrest Group. Elektra Records liet de band links liggen. De reeds opgenomen nummers van de Stalk-Forrest Group werden pas in 2001 uitgebracht.
Samen met Albert Bouchard, zijn jongere broer Joe Bouchard, Lanier, Pearlman en Bloom, vormde Roeser de band om naar Blue Öyster Cult. In 1971 tekende BÖC bij Columbia Records. Het vijfde album van de band, Agents of Fortune, toonde de zang- en schrijfkwaliteiten van Roeser, te horen op de grootste hit van het album en de band, (Don't Fear) The Reaper. Verder schreef en zong hij de hits Godzilla en Burnin' For You. 
In 1982 nam Roeser zijn soloalbum op, Flat Out. De daaropvolgende jaren werd BÖC minder succesvol. Toen oorspronkelijke leden uit de band stapten (Albert Bouchard in 1982 en Allen Lanier in 1985), ging de band uit elkaar in 1986. In 1985 namen Roeser en Bloom deel aan Hear 'n Aid, een benefietproject van metalzanger Ronnie James Dio tegen hongersnood in Afrika.
Na de uitgave van het album Imaginos gingen Roeser, Bloom en Lanier door met BÖC, met verschillende bezetting op basgitaar en drums. Zo schreef en speelde BÖC de soundtrack voor de film Bad Channels in 1992.
In 1996 hoorde Buck Dharma dat een 10-jarige fan van het nummer Godzilla, Ricky Browning, streed tegen een hersentumor. Dharma organiseerde daarop een benefietconcert om te helpen met de medische kosten van Browning's behandeling. Samen met enkele intimi, waaronder zijn vrouw en Meat Loaf-drummer John Miceli, vormde Dharma de gelegenheidsband Buck Dharma Band. Tijdens de benefiet sloeg Browning mee op een floortom tijdens Godzilla. Browning is uiteindelijk aan de ziekte overleden, maar Dharma's en Browning's familie houden nog steeds nauw contact met elkaar.
In 2015 bracht Roeser het nummer Fight uit via SoundCloud, het eerste originele materiaal van zijn hand sinds 2001.

## Bijnaam
Pearlman, manager van BÖC, bedacht excentrieke artiestennamen voor de originele bandleden in de late jaren 1960. Enkel Roeser behield zijn bijnaam Buck Dharma.

## Instrumenten
Roeser bespeelt verschillende gitaren waaronder de Gibson SG, en modellen van het merk Steinberger. Sinds 2015 ondersteunt hij (als endorser) het merk Kiesel Guitars. 